# Ángel Agustín Olmedo
Agustín Ángel Olmedo Funes (n. en San Pedro, Provincia de Córdoba, República Argentina, 2 de agosto de 1842 — † Córdoba, 1881). fue un militar argentino, coronel y jefe del Regimiento Córdoba, uno de los pocos que realizó la campaña de principio a fin comandando las tropas del Regimiento Córdoba de la República Argentina en la Guerra del Paraguay. Olmedo proporcionó un fresco detallado y vívido de esa gran prueba afrontada por las armas aliadas en el difícil teatro de guerra paraguaya en sus Cuadernos de Campaña.

## Biografía

### Primeros años
Ángel Agustín nació en San Pedro el 2 de agosto de 1842, hijo de los cordobeses José Agustín Olmedo Funes y Emerenciana Funes Pizarro.

### Escritos de la guerra
Esta publicación transcrita por Dalmira y María José Claria Olmedo y revisada por Horacio Clariá, se convierten en una verdadera joya de los relatos pormenorizados del Regimiento Córdoba en la guerra del Paraguay y las relaciones vividas con otros regimientos, comandantes y el enemigo eventual. La publicación del coronel Agustín Olmedo en sus Cuadernos de Campaña ofrece una forma de justicia póstuma a su condición de combatiente esforzado. Aquejadas primero por la inacción y lanzadas luego a la reiniciación de cruentas batallas, sus tropas no sólo se vieron enfrentadas a la muerte en combate, sino también a la falta de recursos, la incertidumbre y el efecto de las enfermedades.
Un párrafo aparte merecen los testimonios gráficos reunidos de una época que apenas comenzaba a conocer los usos de la fotografía. La mayoría de estos imágenes, reunidas en el Archivo de la Provincia de Córdoba y en otros archivos particulares, muestran a los protagonistas de la guerra y transmiten una intensa impresión sobre estos hombres y sus circunstancias materiales y personales.
Nació el 2 de agosto de 1842 en San Pedro, departamento de San Alberto en el Valle de Traslasierra, al oeste de la provincia de Córdoba. Vivió su infancia y su colegio primario en dicha pueblo y luego pasó a cursar sus estudios en el seminario de Nuestra Señora de Loreto en la ciudad de Córdoba, allí fue llamado a las armas ante el ataque de las montoneras de Peñaloza Felipe Varela y otros caudillos en el Valle de Traslasierra donde provocaban continuos saqueos y atropellos contra los establecimientos rurales de la zona.
Agustín Olmedo combatió en varias oportunidades siendo brillante y exaltada su actuación, tanto que el gobierno de Córdoba le otorgó el honor de comandar el batallón Córdoba, que representaba a los hijos de esa tierra en la guerra del Paraguay. Fue un ejemplo su regimiento y su conducción en dichas acciones reconocidas por el comandante Bartolomé Mitre, quien entre otras cosas dijo, en un vivac de campaña..." Podemos dormir tranquilos, el Córdoba y Olmedo están de guardia ..." , Así fue como en varias batallas fue herido, continuando con sus hombres siempre hacia adelante, brillando en el combate de Lomas Valentinas donde casi fue " concluido ...!" , Término usado en el momento de morir.
Regresó a Córdoba y el gobierno de turno trató de minimizar su gloria sin tener representación oficial y recibimiento, pero la gente lo recibió en la plaza con flores, vivas y alegría.
Fue designado a la frontera entre Chaco y Santiago del Estero desde 1870 hasta 1880 en que se produce la revolución del 80 y él se niega a combatir, por lo que es retirado del ejército y ya muy enfermo a los 38 años, triste y olvidado solo por los que no conocieron su acción y su gloria, el 22 de mayo de 1881 muere en la ciudad de Córdoba.
Actualmente sus restos descansan en el atrio de la capilla de su pueblo natal y la escuela del lugar lleva su nombre con mucho orgullo.

### Muerte
Enfermo y quebrantado, terminó sus días abandonado a su suerte por las autoridades nacionales tras negarse a participar de la represión contra la Revolución de 1880. Ese abandono fue causa indirecta de su muerte prematura.